# 武清经济技术开发区
武清经济技术开发区（Wuqing Economic and Technological Development Zone），简称武清开发区，位于中国天津市武清区，设立于1991年12月28日，是国家级经济技术开发区、国家级高新技术产业园区和天津国家自主创新示范区。武清开发区成立于1991年，2011年12月升格为国家级经济技术开发区。

## 区位

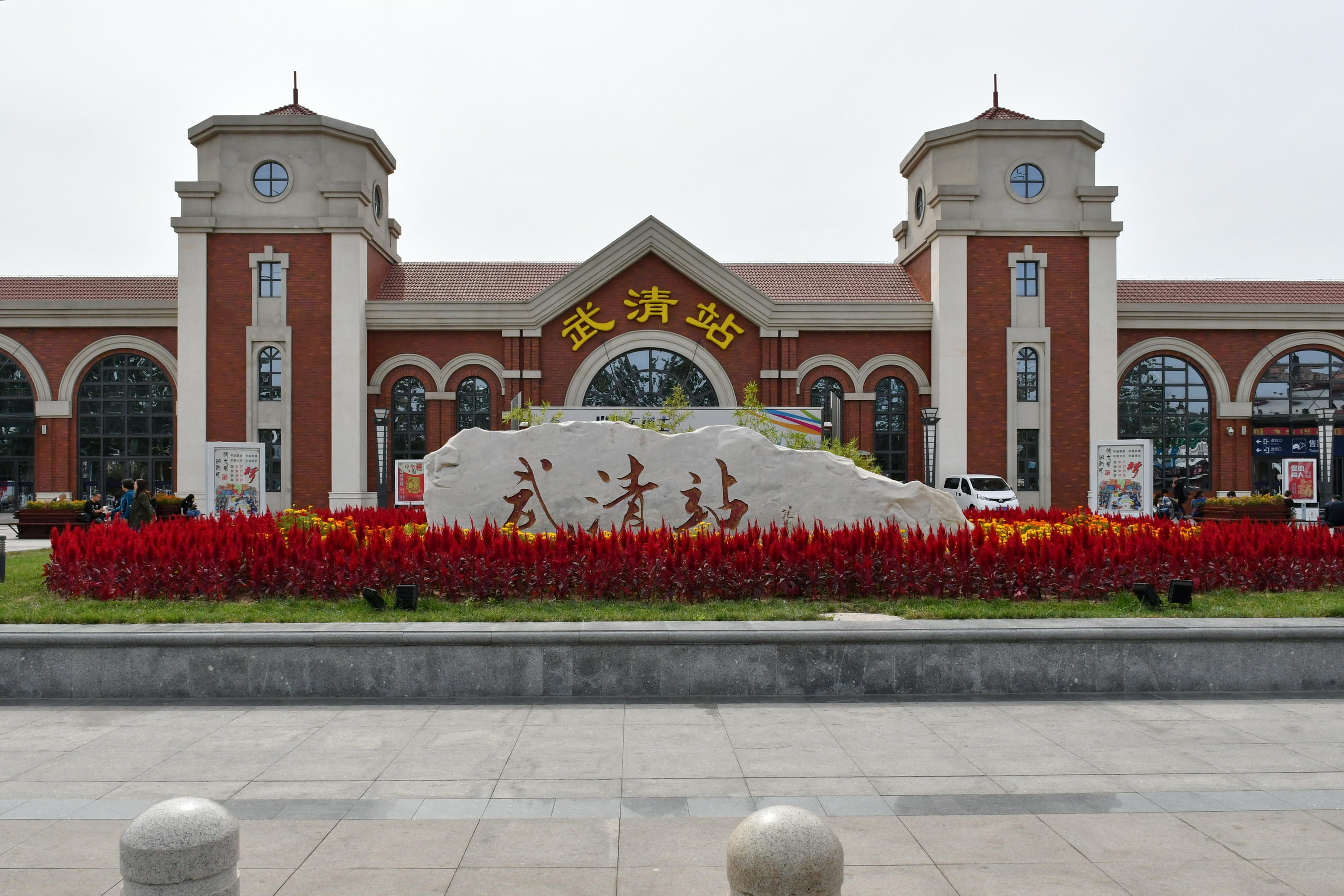
距离武清开发区最近的高铁武清站

武清经济技术开发区位于京津之间，距天津市区30公里，距北京市区71公里，京津城际铁路在附近设立武清站。武清开发区距天津滨海国际机场35公里，距北京大兴国际机场45公里，距北京首都国际机场90公里，距天津港71公里。